# Igor Rudakov
Igor Aleksandrovitj Rudakov (på russisk: Игорь Александрович Рудаков) (født 8. oktober 1934 i Leningrad, Sovjetunionen, død 17. januar 2008) var en russisk tidligere roer.
Rudakov vandt som styrmand, sammen med roerne Antanas Bagdonavičius og Zigmas Jukna, sølv for Sovjetunionen i toer med styrmand ved OL 1960 i Rom. Den sovjetiske båd fik sølv efter en finale, hvor Vesttyskland vandt guld, mens USA tog bronzemedaljerne. Ved de samme lege var han også styrmand i den sovjetiske firer med styrmand, der sluttede på fjerdepladsen, og han deltog også ved både OL 1964 i Tokyo, OL 1968 i Mexico City og OL 1972 i München.
Rudakov vandt desuden en EM-guldmedalje i toer med styrmand ved EM 1965 i Vesttyskland.

## OL-medaljer
- 1960:  Sølv i toer med styrmand